# Сизириды
Сизириды, или губочницы (лат. Sisyridae) — семейство насекомых из отряда сетчатокрылых, современные представители которого паразитируют на пресноводных губках.

## Описание
Мелкие насекомые (длина тела от 4 до 10 мм), крылья тёмно-коричневые. Имаго — хищники, обитают на околоводной растительности, личинки паразитируют в пресноводных губках Spongilla, Ephydatis. Крылья закруглены, жилки слабо ветвятся, но имеют концевые развилки; RS отходит вблизи основания крыльев, свободный, не отступающий далеко от R, с немногими ветвями, связанными несколькими поперечными жилками вразброс. Лоб выпуклый, усики длинные и нитевидные. Взрослые насекомые ведут сумеречный или ночной образ жизни.
Самки откладывают яйца на прибрежную растительность группами по 5—13 яиц. Яйца обычно имеют бледно-жёлтую окраску, продолговато-овальную форму, достигая около 0,3 мм в длину. Кладки самка прикрывает шелковиной в три или четыре слоя.
Вылупляющиеся приблизительно на 14 день личинки попадают в воду. При том они находятся у поверхностной плёнки с головой, ногами и кончиком брюшка, опущенным в воду. В кишечном канале личинки находится пузырек воздуха, уменьшающий удельный вес тела. В таком положении личинка дрейфует, пока не обнаружит ток воды из губки. При этом личинка активно двигается по направлению к губке, используя движения брюшком. Плавает личинка крайне медленно и с трудом и после двух-трёх движений брюшком ненадолго останавливается.
После того, как губка найдена, личинки не покидают её до момента своего окукливания. Удлинённый ротовой аппарат личинок предназначен для того, чтобы пробивать покровы губки и сосать жидкость из её тела. У некоторых видов личинки прикрепляются к поверхности губки, в то время, как у других они поселяются во внутренних полостях тела. Личинка во время своего развития линяет 2 раза.
Полностью сформированная личинка выходит из воды и вьёт плотный кокон, в котором окукливается. На изготовление кокона личинка тратит около 12 часов. Окукливание происходит на выступающих из воды растениях. Стадия куколки длится 12 дней, после чего куколка прогрызает боковое отверстие в коконе и выходит из него.

## Филогения
Сизирид относят к подотряду Hemerobiformia. На основании анализа митохондриальной ДНК и личиночной морфологии сизирид рассматривают как сестринскую группу по отношению к семейству Nevrorthidae, для которого также характерны водные личинки. В свою очередь, оба эти семейства сближают с семейством Osmylidae.

## Палеонтология
В палеонтологической летописи представители группы Sisyridae очень редки — до недавнего времени древнейшие из них были известны только из нижнего эоцена. В 2015 году в верхнемеловом таймырском янтаре были обнаружены два древнейших представителя Sisyridae. Янтарь сформировался во второй половине мелового периода, около 85 млн лет назад. Открытие было сделано Владимиром Макаркиным из Биолого-почвенного института РАН и его украинским коллегой Евгением Перковским. Вид Paradoxosisyra groehni, найденный в бирманском янтаре, в отличие от ныне живущих сизирид, обладает колюще-сосущим ротовым аппаратом и на этом основании был выделен в отдельное подсемейство † Paradoxosisyrinae.

## Классификация
Около 60 видов.
- † Paradoxosisyrinae
  - † Paradoxosisyra Makarkin, 2016
    - † Paradoxosisyra groehni (бирманский янтарь)[13]

  - † Buratina Khramov, 2019
  - † Khobotun  Khramov, 2019
  - † Protosiphoniella Khramov, 2019
  - † Sidorchukatia Khramov, 2019[14]
- Sisyrinae
  - Climacia MacLachlan, 1869 (Америка, около 20 видов)
  - † Paleosisyra
  - † Prosisyrina Perkovsky & Makarkin, 2015[11][12]
  - Sisyborina Monserrat, 1981 (Африка)
    - Sisyborina marlieri (Tjeder, 1976)

  - Sisyra Burmeister, 1839 (около 40 видов)
  - Sisyrella Banks, 1913 (Австралия и Азия)
  - Sisyrina Banks, 1939 (Австралия, Африка и Азия)
  - † Stictosisyra Yang et al., 2018
    - † Stictosisyra pennyi Yang et al., 2018 (бирманский янтарь)[15]

### Виды Европы
В Европе 7 видов
- Sisyra bureschi Rausch & Weissmair, 2007
- Sisyra corona Rausch & Weissmair, 2007
- Sisyra dalii McLachlan, 1866
- Sisyra iridipennis Costa, 1884
- Sisyra jutlandica Esben-Petersen, 1915
- Sisyra nigra (Retzius, 1783)
- Sisyra terminalis Curtis, 1854

## Галерея
- Sisyra nigra
- Кокон и личинка сизириды
- Личинка Sisyra sp.
- Жилкование переднего крыла Sisyra nigra